# Paraba
Paraba ist eine südamerikanische Gattung der Landplanarien.

## Merkmale
Arten der Gattung Paraba haben einen schlanken Körper und beim Kriechen parallele Seitenränder. Die größten Arten erreichen eine Körperlänge von 8 Zentimetern. Das Kopulationsorgan weist einen permanenten, konisch geformten Penis auf, der die gesamte männliche Geschlechtshöhle einnimmt. Die weibliche Geschlechtshöhle ist rundlich mit einem vielschichtigen Epithelgewebe.

## Etymologie
Der Name Paraba leitet sich von der Tupi-Sprache ab, die an der Atlantikküste Brasiliens gesprochen wurde und bedeutet in der deutschen Sprache bunt. Der Name wurde aufgrund der Typusart Paraba multicolor gewählt, die ursprünglich von Ludwig von Graff in der Gattung Geoplana unter dem Namen Geoplana multicolor beschrieben wurde. Multicolor kommt aus dem Lateinischen und bedeutet ebenfalls bunt.

## Arten
Zur Gattung Paraba werden 14 Arten gezählt:
- Paraba caapora (Froehlich, 1958)
- Paraba cassula (E. M. Froehlich, 1955)
- Paraba franciscana (Leal-Zanchet & Carbayo, 2001)
- Paraba gaucha (Froehlich, 1959)
- Paraba goettei (Schirch, 1929)
- Paraba incognita (Riester, 1938)
- Paraba multicolor (Graff, 1899)
- Paraba phocaica (Marcus, 1951)
- Paraba piriana (Almeida & Carbayo, 2012)
- Paraba preta (Riester, 1938)
- Paraba tingauna (Almeida & Carbayo, 2012)
- Paraba rubidolineata (Baptista & Leal-Zanchet, 2005)
- Paraba suva (Froehlich, 1959)
- Paraba tapira (Froehlich, 1958)